# Ludwika Benedykta de Bourbon-Condé
Ludwika Benedykta de Bourbon-Condé (fr. Anne Louise Bénédicte; ur. 8 listopada 1676, zm. 23 stycznia 1753) – księżniczka Condé i Enghien, córka Henryka Juliusza, księcia de Condé i Anny Henrietty Bawarskiej. Zmuszona do poślubienia Ludwika Augusta, księcia du Maine, legitymizowanego syna króla Ludwika XIV i jego kochanki Madame de Montespan, Ludwika Benedykta była osią wszystkich intryg mających wynieść jej męża najpierw na tron, a później do godności regenta; stworzyła jeden z najsłynniejszych salonów we Francji, gromadząc wokół siebie artystów, literatów i szlachtę.

## Pochodzenie, młodość, charakter i wykształcenie
Ludwika Benedykta urodziła się 8 listopada 1676 w paryskim Hôtel de Condé Była ósmym dzieckiem księcia i księżnej Enghien. Nietypowe dla francuskiej rodziny królewskiej imię Benedykta otrzymała na cześć swojej ciotki Benedykty, księżnej Brunszwiku-Lüneburga.
Dorastała w Hôtel de Condé w otoczeniu licznych sióstr i brata w niemal nieludzkich warunkach spowodowanych szaleństwem jej ojca. Jej matka była kobietą powszechnie szanowaną na dworze za swoją pobożność i dobroć, była często bita przez męża, podobnie jak siostra Anny Ludwiki Benedykty Maria Anna, mademoiselle de Montmorency. Wkrótce dziewczynka otrzymała tytuł powstały od jednej z posiadłości jej ojca, a pod którym była znana przed małżeństwem – Mademosielle d’Enghien, zmienione później na Mademosielle Charoliais.
Ludwika była szczera do bólu i inteligentna, a na dworze powszechnie znano jej pełen pychy charakter. Jako że była (podobnie jak całe jej rodzeństwo) bardzo niska i przykładała wiele uwagi do swojego wyglądu zewnętrznego, na dworze nazywano ją poupée du Sang, czyli (jako że jej ojciec był księciem krwi i od tego tytułu ukuto ten pseudonim) lalką krwi. Niekiedy przypisuje się stworzenie tego przydomku szwagierce Anny Ludwiki Benedykty – księżnej de Bourbon. Przez całe życie była bardzo blisko związana ze swoją siostrą mademoiselle de Montmorency, której małżeństwo z Ludwikiem Józefem, księciem Vendôme sama później zaaranżowała. Mimo krzywego ramienia Ludwika Benedykta była uważana za najbardziej atrakcyjną z córek księcia Condé. Mimo tego Madame, księżna Orleanu, szwagierka Ludwika XIV nazywała ją „małą żabą”. W jakiś czas po ślubie Ludwiki Benedykty, księżna Orleanu napisała do swojej kuzynki: „Księżna du Maine jest wzrostu dziesięcioletniego dziecka i cała jej figura jest jakby lekko skrzywiona. Wygląda w miarę znośnie, dopóki nie otwiera ust; kiedy już je otwiera, a zazwyczaj otwiera je bardzo szeroko, widać jej brzydkie, bardzo niesymetryczne zęby. Nie jest zbyt dobrze zbudowana, używa zbyt dużej ilości kosmetyków, ma dobre oczy, białą skórę i ładne włosy. Jeśli dobrze stanie, to można ją uznać za przeciętną, ale jej szelmostwo jest nieznośne”. Ludwika Benedykta była bardzo niska, podobnie jak jej starsza siostra mademoiselle de Condé. Ludwika Benedykta i jej starsza siostra, mademoiselle de Bourbon, późniejsza żona Franciszka Ludwika, księcia Conti, były powszechnie uważane za najładniejsze córki Kondeuszy.
Mademoiselle d’Enghien otrzymała typowe wykształcenie jakie wówczas dawano szlachetnie urodzonym dziewczynkom we Francji, poza tym umiała dobrze czytać, pisać (co w tamtych czasach nawet na dworze królewskim nie było powszechne), tańczyć, śpiewać i konwersować, co uważano za niezbędne dla młodej arystokratki. Większość czasu Ludwika Benedykta spędzała z matką i starszymi siostrami.

## Małżeństwo
Początkowo próbowano ją swatać z Ludwikiem, hrabią Vermandois, synem Ludwika XIV i jego kochanki Louise de La Vallière. Jednakże hrabia zmarł na wygnaniu w 1683 roku. Król zaaranżował kilka małżeństw pomiędzy swoimi dziećmi naturalnymi, a członkami najwyższych rodów królestwa – i tak jego córka z markizą de Montespan Franciszka Maria, poślubiła swojego kuzyna Filipa, księcia Orleanu, jej siostra Ludwika Franciszka wyszła za mąż za swojego dalekiego kuzyna (i zarazem brata Ludwiki Benedykty) Ludwika, przyszłego księcia Condé.
W 1692 roku zaledwie piętnastoletnia Ludwika Benedykta wyszła za mąż za dwudziestojednoletniego Ludwika Augusta, księcia du Maine, syna króla i pani de Montespan.
Ceremonia zaślubin miała miejsce 19 maja 1692 w kaplicy pałacowej Wersalu, Madame de Montespan nie została zaproszona na ślub syna (od kilku lat nie mieszkała już w Wersalu, po tym jak król osobiście nakazał opuścić jej pałac), ale byli obecni bracia i siostry księcia du Maine, niedawno wyniesieni do godności książąt krwi. Jako że małżonkowie byli upośledzeni (Ludwika Benedykta miała krzywe ramię i jedną rękę widocznie krótszą od drugiej, a książę od czasu wypadku podczas jego porodu kulał), członkowie dworu żartowali „Spójrzcie na ten związek – jednoręka kobieta i utykający mężczyzna! Cóż za wspaniała para!”

[Książę du Maine] podniecany był jeszcze przez żonę, kobietę tego samego gatunku co on sam, której umysł, bardzo zresztą wybitny, zatruty był lekturą romansów i sztuk teatralnych, któremu to nałogowi oddawała się z taką namiętnością, że całe lata trawiła na uczeniu się ich na pamięć i odtwarzaniu. Odwagi miała aż nazbyt wiele. Przedsiębiorcza, zuchwała, zaciekła, kierująca się tylko chwilową namiętnością i poświęcająca dla niej wszystko, oburzała się na ostrożność i powolność działania swego męża, co nazywała małoduszną słabością. Wymawiając zaszczyt, jaki mu uczyniła wychodząc za niego za mąż, doprowadziła powoli do tego, że płaszczył się przed nią i czołgał jak sługa. Rujnowała go, podczas gdy on nie ośmielał się zaprotestować słowem, znosił od niej wszystko, żyjąc w ustawicznym strachu przed nią, i to tak wielkim, że w końcu w głowie mu się pomieszało.

Tak źle rozpoczęte małżeństwo nie było szczęśliwe – małżonkowie nawzajem się nie znosili, Ludwika Benedykta znalazła swojego męża słabym i pozbawionym jakichkolwiek ambicji. Książę z kolei nie był w stanie znieść wahań nastrojów małżonki i podejmowanych przez nią umyślnych prób skompromitowania go na dworze. Poza tym Ludwika Benedykta miała kilka romansów, o których książę był dobrze poinformowany. Księżna du Maine miała kiedyś powiedzieć do swojego męża „Spójrz tylko na siebie – kulawy bastardzie! I ty próbujesz nade mną górować? Jestem czystej krwi księżniczką królewską, Monsieur, i nie pozwolę się poniżać! Nie wiesz, panie dlaczego jesteś na dworze powodem do kpin? Z powodu dwóch rzeczy – jedną jest twoje ułomne ciało, a drugą ja, twoja żona, mająca na dworze wyższą pozycję niż ty. Kim byłbyś bez tych dwóch kijów podpierających cię, z których wszyscy się śmieją? Jednym sam się podpierasz, a drugi, ja, podpiera twój tytuł! I właśnie dlatego miałbyś nade mną górować, Kulasie?”
Próbując na jakiś czas opuścić skostniały dwór pani Maintenon, morganatycznej drugiej, sekretnej żony króla, od października 1683, entuzjastyczna księżna du Maine zaczęła tworzyć grono młodych arystokratów, filozofów, literatów i artystów skupionych wokół należącego do niej château de Sceaux, gdzie zabawiała swoich gości rozmową w czasie słynnych obiadów i gdzie powstawały najsłynniejsze polityczne intrygi tamtych czasów. Château, należące wcześniej do wpływowego ministra Jana Baptysty Colberta i jego rodziny, zostało kupione przez księcia du Maine w 1700 roku za sumę 900 000 liwrów. Ludwika Benedykta wydała następne 80 000 liwrów na urządzenie pałacu w modnym wówczas stylu. Po gruntownej renowacji, książęca para zamieszkała w pałacu w grudniu 1700 roku.
W tym pałacu, Ludwika Benedykta przyjmowała największych literatów tamtych dni, w tym młodego Woltera, Monteskiusza, kardynała de Bernis, hrabiego Caylus, Hénaulta i Jean-Baptiste Rousseau.
W 1710 roku pomogła zaaranżować małżeństwo swojej siostry mademoiselle de Monmorency ze słynnym generałem księciem de Vendôme. Z powodów finansowych, Ludwika Benedykta chciała, by to małżeństwo było bezdzietne – po śmierci bezdzietnego księcia de Vendôme, ona albo jej dzieci odziedziczyłyby ogromne posiadłości księcia, które posiadał jako wnuk najbogatszej francuskiej dziedziczki w historii, Franciszki Lotaryńskiej. Mająca już trzydzieści dwa lata Maria Anna była uważana za kobietę niebędącą już w stanie zajść w ciążę, a książę de Vendôme był stroniącym od kobiet homoseksualistą, starszym o trzydzieści lat od swojej potencjalnej małżonki. Małżeństwo doszło do skutku, ale Ludwika Benedykta ani jej dzieci nie zyskali niczego. Po śmierci księcia jego majątek odziedziczyła Maria Anna, która została księżną Étampes i odziedziczyła wspaniały Hôtel de Vendôme w Paryżu, gdzie zmarła w 1718 roku, a po jej śmierci olbrzymie posiadłości przeszły do domeny królewskiej.

## Regencja Filipa Orleańskiego

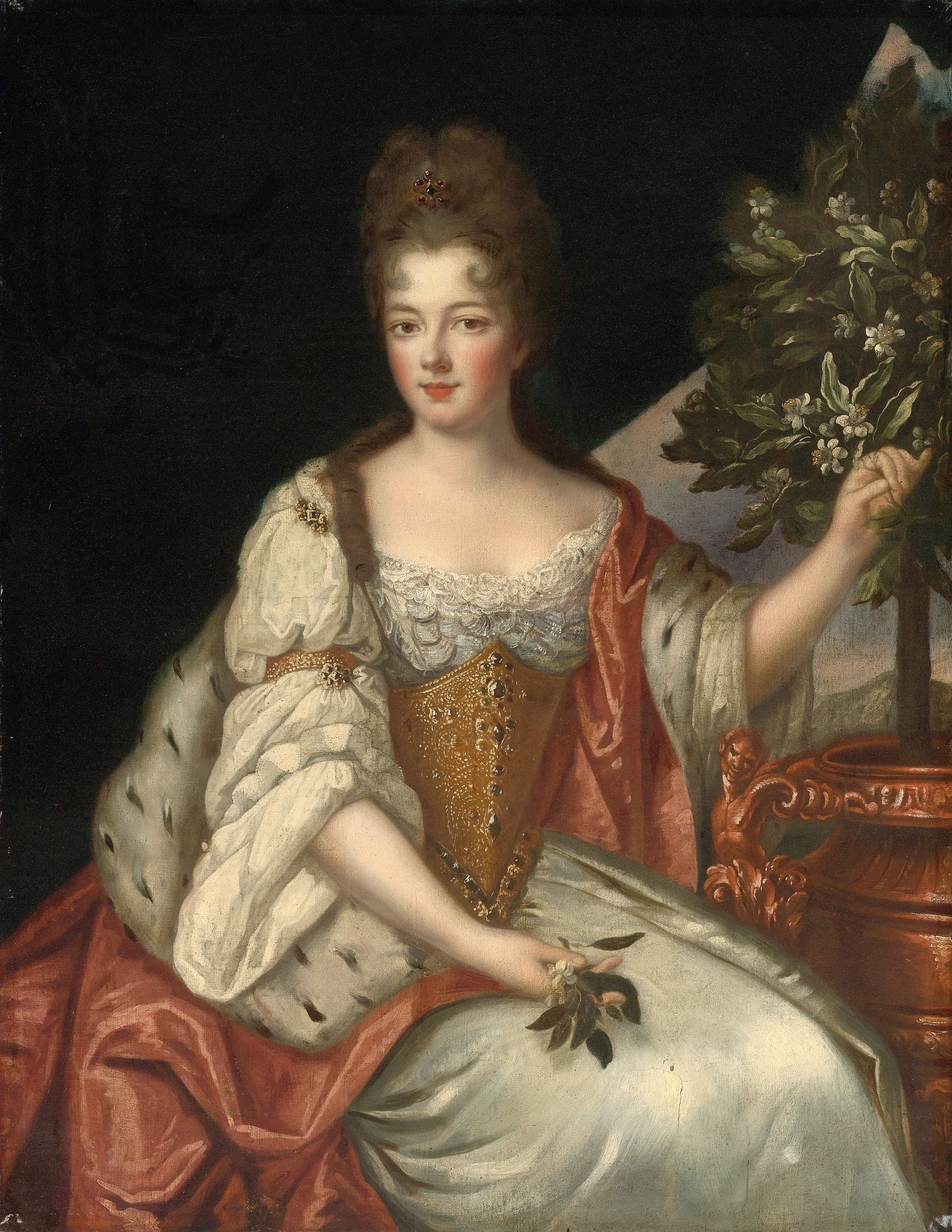
Ludwika Benedykta, R. Gobert, ok. 1690

Po śmierci króla w 1715 roku, parlament paryski anulował ostatnią wolę Ludwika XIV (który podniósł syna do godności księcia krwi i mianował go regentem na czas małoletności swojego prawnuka, delfina Ludwika) i przekazał prawo do sprawowania regencji szwagrowi księcia du Maine, Filipowi, księciu Orleanu. Niezadowolony z odrzucenia testamentu ojca, pozbawienia go wysokiej rangi i godności regenta, oraz roli jaką grał książę Orleanu w pomniejszeniu statusu legitymizowanych dzieci Ludwika XIV do godności parów Francji, książę du Maine i jego żona dołączyli do tak zwanej Konspiracji Cellamare, w nadziei na przeniesienie praw do regencji na króla Hiszpanii Filipa V, który był wujem Ludwika XV. Spisek otrzymał nazwę po Antonio del Giudice, księciu Giovinazzo i Cellamare, który w tamtym czasie był hiszpańskim ambasadorem we Francji.
Pracując nad zdobyciem poparcia dla nowego regenta, Ludwika Benedykta rozpoczęła korespondencję z Giuliem Alberonim, Pierwszym Ministrem Hiszpanii. Wśród spiskowców byli między innymi książę de Richelieu i Melchior de Polignac. Konspiracja szybko została odkryta i małżonkowie wraz ze spiskowcami zostali wysłani na wygnanie – w 1719 księcia zesłano do fortecy w Doullens, a Ludwikę Benedyktę do Dijon.
Ich synów umieszczono pod opieką ich guwernera w Gien, a córkę jako nowicjuszkę zamknięto w zakonie Maubuisson w Paryżu. Po uwolnieniu księstwa du Maine w 1720 roku zwrócono im dzieci. Po wyjściu z więzienia i odzyskaniu skonfiskowanych dóbr i tytułów, Ludwika Benedykta wróciła do pałacu Sceaux, wiodąc w nim życie pozbawione intryg w otoczeniu jej „salonu”. Jeszcze w czasie, gdy znajdowała się we więzieniu, próbowała zaaranżować małżeństwo swojego najstarszego syna, Ludwika Augusta, księcia Dombes i dziedzica ogromnej fortuny swojego ojca z jego kuzynką Charlottą Aglaé Orleańską, znaną jako Mademoiselle de Valois.
Rywalizacja pomiędzy księstwem du Maine, a Regentem była dobrze znana i miano nadzieję, że ten ślub zaleczy stare rany. Małżeństwo jednak nie doszło do skutku, ponieważ młoda Mademoiselle de Valois odmówiła swojemu kuzynowi przede wszystkim z powodu pychy i dumy Ludwiki Benedykty. Księżna nie była zadowolona, gdy wkrótce po odmowie udzielonej jej synowi, Charlotta Aglaé rozważała propozycję małżeństwa złożoną jej przez innego jej kuzyna Karola – syna brata Ludwiki Benedykty, Ludwika, księcia Condé i siostry księcia du Maine, Ludwiki Franciszki.

## Wdowieństwo
Po uwolnienia księstwa du Mailne z więzienia i ponownym spotkaniu małżonków w 1720, okazało się, że po przymusowej rozłące oboje bardzo zbliżyli się do siebie i ich wspólne życie zmieniło się na lepsze. W maju 1736 roku książę zmarł mając sześćdziesiąt sześć lat. Ludwik XV pozwolił Ludwice Benedykcie na zatrzymanie jej apartamentów w Wersalu, znajdujących się naprzeciw tych należących do jej córki. Również obaj jej synowie mieli apartamenty na dworze, ale woleli swoje wielkie wiejskie posiadłości. Ludwika Benedykta więcej niż raz próbowała zaaranżować korzystne małżeństwo dla swojej córki – najpierw z hrabią z rodu de Guise, który w dosadnych słowach odmówił propozycji, a później z Jakubem de Goyon de Matignon, hrabią Thorigny, byłym księciu Monako i wdowcem po Ludwice Hipolicie Grimaldi, który często bywał w Wersalu. Jednak pomijając ogromny posag Mademoiselle du Maine, obaj kandydaci na mężów uważali ją za wyjątkowo nieatrakcyjną. Niezamężna księżniczka zmarła w 1743 roku i została pochowana w kościele we Sceaux. W chwili śmierci w jej bibliotece znajdowało się ponad trzy tysiące książek.
Ludwika Benedykta zmarła w swoim Hôtel du Maine 23 stycznia 1753 roku. W chwili śmierci miała siedemdziesiąt sześć lat i przeżyła całe swoje rodzeństwo. Została pochowana obok córki w kościele w Sceaux. Jej najstarszy syn Ludwik August zmarł w dwa lata po niej, w wyniku ran odniesionych w pojedynku pod pałacem Fontainebleau. Jej drugi syn, Ludwik Karol nigdy się nie ożenił i po jego bezpotomnej śmierci w 1775 roku jego ogromną fortunę odziedziczył jego kuzyn Ludwik Jan Maria, książę Penthievre.

## Potomstwo
Ze związku małżeńskiego z Ludwikiem Augustem, księciem du Maine (1670–1736) miała ośmioro dzieci:
- córka (11–26 września 1694), mademoiselle de Dombes
- Ludwik Konstantyn (27 listopada 1695–28 września 1698), książę de Dombes
- córka (21 grudnia 1697–24 sierpnia 1699), mademoiselle d’Aumale
- Ludwik August (4 marca 1700–30 września 1755), książę d’Aumale i de Dombes
- Ludwik Karol (15 października 1701–13 lipca 1775), hrabia d’Eu
- Karol (31 marca 1704–2 września 1708), książę d’Aumale
- Ludwika Franciszka (4 grudnia 1707–19 sierpnia 1743), mademoiselle du Maine